# Штурм Всесвітнього торгового центру Кемптон-Парк
25 червня 1993 року крайньо-права мілітаризована організація Африканерський Рух Опору (або AWB) разом з Африканер Фолксфронт (Африканерський Народний Фронт) штурмували торговий центр біля Кемптон-Парку (ПАР). На той час всередині засідав Конгрес за Демократичну Південну Африку (CODESA). Акція була спрямована проти завершення системи апартеїду (тобто підтримувала расову сегрегацію, закріплену на законодавчому рівні) та проти переговорів про майбутню демократію в Південній Африці через проведення перших в країні виборів із правом голосувати для усіх рас.

## Передумови
У 1602 почалася Голландська Ост-Індійська компанія (Vereenigde Oostindische Compagnie, VOC), і Голландія вступила до світових колоніальних конкурентних відносин. Впродовж тривалого часу VOC була успішною компанією, що займалася світовою торгівлею. Ближче до середини XVII століття, одразу після Тридцятирічної війни, емігранти з Німеччини, Швейцарії, Скандинавських країн намагалися влаштуватися на роботу до VOC, і під час одного з вояжів їх корабель прибило до берегів Південної Африки. Ресурси цієї території вразили їх і, повернувшись до Голландії, вони ініціювали початок голландської експансії. Спершу - переважно із сільськогосподарською метою, тому до території нинішнього Кейптауну прибуло багато голландських фермерів - бурів (нід. boer - селянин) або африканерів (нід. Afrikaaner - африканець). Наприкінці XVII століття до колонії також прибули французькі протестанти-гугеноти.
Колонізатори вирощували пшеницю, розводили худобу, займалися виноробством і жили досить заможно. Вони використовували рабську працю місцевих жителів. Згодом колоністи захотіли набути статусу “вільних бюргерів”, але і Амстердам, і британська колоніальна влада змусили їх мігрувати з Кейптауну на Схід, за межі колонії. Впродовж практично двох століть бури воювали з британцями (Англо-бурські війни) і локальними етносами (Xhosa war), емігрували у північно-східному напрямку і створювали власні республіки. У 1902 році британці отримали перемогу у Другій Англо-бурській війні (важливо, що під її кінець на боці британців воювали значна кількість африканців), і бурські республіки увійшли до складу Британської імперії. В 1914 році бури повстали за повернення до своїх незалежних республік, приводом стало їх небажання брати участь у Першій світовій війні проти Німеччини на боці Британії.
Бури розмовляють африканс і сповідують протестантизм. Внаслідок поразки британцям і втрати автономії африканери прагнуть створити окрему державу, і ця ідея є корінною в їх ідеології. Проте протягом XX століття вони перейняли ідеї расизму і нацизму.
В другій половині ХХ століття виникли ультраправі мілітаризовані організації “Африканерський Рух Опору” (нід. Afrikaner Weerstandsbeweging) та “Африканерський народний фронт” (нід. Afrikaner Volksfront), прихильники яких були проти ліберації чорношкірого населення, скасування апартеїду, приходу до влади Африканського національного конгресу (АНК).

## Розвиток подій
Протест у Кемптон-парку був оголошений як мирний, однією з умов проведення зібрання від місцевої влади бкла відсутність вогнепальної зброї. Близько трьох тисяч протестувальників разом із сім’ями та дітьми зібралися під стінами торгового центру Кемптон-Парку.
Проте ситуація швидко радикалізувалася, озброєні чоловіки трощили припарковані автомобілі, і під проводом лідера Африканерського Рух Опору Ежена Тербланша озброєний натовп почав захоплювати будівлю. Використавши броньовану машину, їм вдалося розтрощити скляні стіни торгового центру і потрапити досередини. Спроби поліції запобігти вторгненню були невдалими, поліцейські постраждали у сутичках, а живий поліцейський ланцюг перед ТЦ був розірваний майже одразу.
Захопивши конференц-залу, протестувальники скандували та вимагали створення окремої держави для білих. Окрім того, вони розписували стіни слоганами Руху Опору, нищили меблі та погрожували усім присутнім на засіданні конгресу.
Делегати, зокрема представники влади та Африканського національного конгресу, переховувалися та баракадувалися в офісах центру. Сиріл Рамафоса, на той час представник від АНК, а зараз Президент Південно-Африканської Республіки, розповідає, що члени конференції, залякані погрозами військових, справді очікували розстрілів.
Врешті-решт, владі та поліції довелося пообіцяти Тербланшу, що нікого не заарештують, і протестувальники відступили.
Одним із делегатів на конференції був лідер Африканерів - Генерал Констанд Вільйон. Коментуючи ситуацію, він засуджує насильницькі дії і зазначає, що захоплення будівлі не було спланованою акцією від Африканерського Народного Фронту.

## Розслідування та його результати
Розслідування подій 25 червня доручили Голдстонській Комісії, яка в період від 1991 до 1994 року займалася справами політичного насильства та переслідування в ПАР. Завдяки розслідуванню довели, що поліція Південної Африки була максимально неефективною у протидії протестувальникам, і що своїми діями Африканерський Рух Опору порушив обумовлені межі протесту, а також порушив закон.
Нижче наведені деякі висновки та рекомендації, зроблені Комісією:
AWB – відверто расистська організація, і деякі з потенційних жертв їхнього нападу знаходилися на конференції у Всесвітньому торговому центрі, який не був достатньо захищеним.
Заборонити носіння і демонстрацію зброї та особливо вогнепальної зброї будь-якою особою, що бере участь у зібраннях чи демонстраціях.
3аборонити носіння на громадських зібраннях будь-яких засобів, що закривають обличчя.
Заборонити носіння мілітаризованої (парамілітарної) уніформи учасниками громадських зібрань.
Врешті було прийнято рішення покарати винних у штурмі торгового центру та арештувати 60 організаторів акції.

## Використані джерела
1. Goldstone Commission on AWB invasion of Multi-Party Negotiations at WTC. O'Malley - The Heart of Hope: https://omalley.nelsonmandela.org/omalley/index.php/site/q/03lv02424/04lv03275/05lv03363/06lv03368.htm
2. Kalley, J.A.; Schoeman, E. & Andor, L.E. (eds)(1999). Southern African Political History: a chronology of key political events from independence to mid-1997
3. AWB members storm World Trade Centre | South African History Online. SAHO.
4. Storming of Kempton Park World Trade Centre (June 25, 1993)

1. 1 2  Goldstone Commission on AWB invasion of Multi-Party Negotiations at WTC. O'Malley - The Heart of Hope. Процитовано 22.06.2020.